# Esteban Pérez de Pareja
Fray Esteban Pérez de Pareja (Villanueva de los Infantes, c. 1676 - post 1740), historiador español.

## Vida
Fue un fraile franciscano novador (o novator), del que apenas se tienen datos. Su escasa biografía la da a conocer él mismo en algunos de los fragmentos de su propia obra Historia de la primera fundación de Alcaraz y milagroso aparecimiento de Ntra. Sra. De Cortes, así como en la obra de Baquero Almansa, aunque en ésta se recogen datos de aquella.
Se conoce que Fray Esteban era hijo de alcaraceños, aunque él seguramente naciera, alrededor de 1676, en Villanueva de los Infantes, ya que hace alusión varias veces a esta villa como su patria.
En 1696 acabó los cursos de Filosofía, y se hizo cronista passante del convento de San Francisco de Alcaraz, en el que, seguramente. transcurrió buena parte de su vida religiosa; aunque puede que no toda, ya que hace una referencia a que había tardado mucho tiempo en materializar su proyecto de escribir el libro, debido a "las ocupaciones continuas, en que me ha tenido la obediencia en conventos muy distantes".

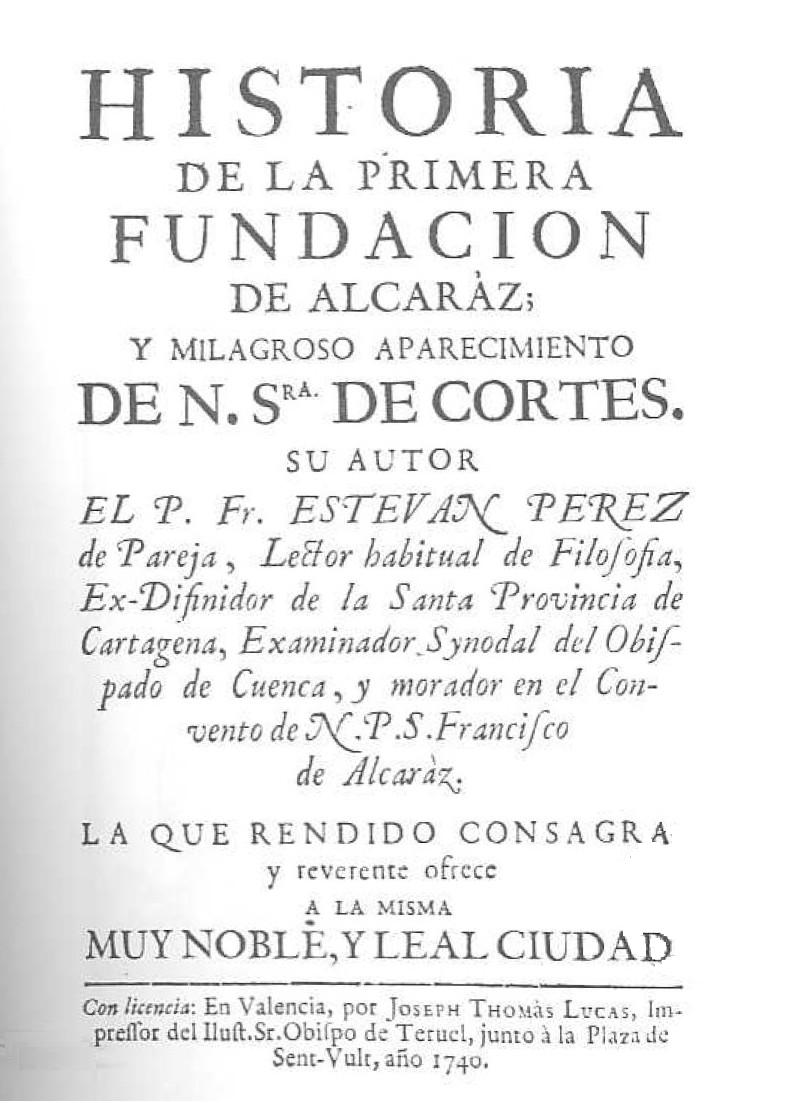
Edición de la Obra de Fray Pérez de Pareja, 1740.

Fue Lector de Filosofía en el convento de Murcia y, según comentó él mismo, en el año 1727 asistió al capítulo que la Provincia Franciscana de Cartagena celebraba en Huete (Cuenca), y que, por aquellas fechas, tenía el cargo de guardián del convento de Alcaraz.
En 1732 fue enviado al convento de la recién rescatada Orán. Durante su estancia en Orán, parece ser que prometió a la Virgen de Cortes (de la cual era muy fiel devoto) que, si volvía alguna vez pronto y feliz a su convento, escribiría una obra dedicada a su Señora. Obra que empezó a escribir el emblemático día del 1 de mayo de 1738, por lo que se supone el regreso a su monasterio a inicios del año 1738, para desempeñar, a principios de 1740, el oficio de profesor de la orden o lector habitual de filosofía, así como exdefinidor de la Santa Provincia de Cartagena y examinador sinodal del obispado de Cuenca. Por este año publicaba además su obra en Valencia, en la imprenta de Joseph Thomás Lucas, impresor del ilustrísimo señor obispo de Teruel.

## Historia de Alcaraz y de Ntra. Sra. De Cortes

### Estructura de la Obra
Concibió su obra escribirla en tres partes: La primera dedicada a la historia de Alcaraz. La segunda, a la presunta predicación de San Pablo por tierra manchegas. Y la tercera, al milagro de la Aparición de la Virgen de Cortes. De estas tres, la segunda parte no pudo redactarla, porque, según él: “habérsele ocultado voluntariamente los papeles necesarios”.
La obra en total, en su versión original, comprende 432 páginas. Una Introducción, en donde lleva a cabo una exaltación de los orígenes y de la nobleza de su ciudad. Le siguen las referencias a las típicas revisiones de censura y licencias de la época, para la aprobación de la venta, la fe de erratas y la tasa del autor. Estas primeras páginas están envueltas por un corto prólogo justificativo de sus propósitos. Luego le siguen los dos libros citados, y se concluye con una tabla, o índice de los correspondientes capítulos.

### Contenido Libro Primero
Al Libro Primero lo titula “Primera Fundación de la Alcaraz: Reyes que en ella tuvieron su Corte: la pérdida, y restauración por las Armas Cathólicas: y estado que oy tiene”. A lo largo de los veintiocho capítulos del mismo va narrando los orígenes de la Ciudad, de los personajes y hechos fundamentales en torno a los enfrentamientos con los musulmanes y vicisitudes de la conquista de Alcaraz. De los términos que comprendía su jurisdicción; sobre sus armas y la construcción de Los Arcos y de la fundación y construcción de las diversas parroquias conventos. Termina el Libro hablando de las cofradías, de las predicaciones en la población de Santiago, San Pablo y otros santos, del gobierno de la Ciudad y de doña Oliva Sabuco y sus escritos

### Contenido Libro Segundo
Lo titula: “Del milagroso aparecimiento de Nuestra Señora de Cortes: y de los más especiales favores, que recibimos de esta Divina Reyna".
El padre Pareja escribe que en el Segundo Libro: “está el principal objeto de mi gustosa tarea. Y assi trataré en él del milagroso Aparecimiento Tesoro de Nuestra Señora de Cortes”.
Desarrolla la exposición en treinta y un capítulos, que enumera en cifras romanas, salvo el último que denomina “último”. En el capítulo I trata de la credibilidad que deben tener la aparición y los milagros de la Virgen de Cortes; en los capítulos del II al V se narra la aparición de la Virgen y de los más inmediatos acontecimientos; en el VI hace referencia a las disputas entre Alcaraz y la orden de San Juan por la posesión de la imagen y del lugar sagrado, volviendo a este tema en el XII. Los capítulos VII y VIII, a unas reflexiones sobre algunas circunstancias de la Aparición; en los capítulos IX y X escribe sobre las ampliaciones de la primera ermita: el XI lo centra en la imagen de Nuestra Señora de la Luz, Para el resto de los capítulos, se narran los distintos milagros y prodigios que realizó la Virgen de Cortes, ordenados por su importancia y por categorías y temática, entre los que no olvida citar los favores que él mismo y familiares suyos obtuvieron.

### Importancia historiográfica de la Obra
En definitiva, es una obra que tiene un enorme interés historiográfico, aunque la elaboración sea modesta, y de la incerdumbre de algunos de los datos aportados, conteniendo errores (unas veces porque el propio autor así lo dispone y otras, a causa de la penuria de datos de los que dispone); no obstante, podemos reconocerle el mérito de proporcionar noticias aún útiles y en algunos casos transcripciones de documentos todavía no hallados. Por lo que, sin duda, esta obra es un documento singular y notable, además de testimonio representativo de toda una época histórica en la que se escribió.

## Estilo de la escuela de novatores
Fray Esteban Pérez de Pareja pertenece a la generación que, teniendo como figuras señeras a los padres Martín Sarmiento y Feijoo, precedió a la que capitaneada por los padres Enrique Flórez e Isla marcaría la transición hacia el racionalismo ilustrado, y a la que perteneció el padre Francisco de la Cavallería, uno de los escasos autores, además de Pérez Pareja, que realizaron publicaciones de carácter histórico sobre pueblos albacetenses en el siglo XVIII, La obra del padre Pareja precedió, en once años, a la del padre De la Cavallería sobre Historia de Villa-Robledo, período que puede justificar el diferente lugar que ambos ocupan en la evolución hacia el racionalismo.
Escribe nuestro autor en los inicios de una época de transición, de violentos contrastes entre la forma antigua de hacer la ciencia, y la literatura y las nuevas tendencias que despuntaban con la Ilustración. La producción literaria del primer cuarto del siglo XVIII casi se redujo a la de carácter religioso y alguna novela corta de escaso valor. Cuando escribe su obra el fraile Pareja se mantienen en pleno vigor los condicionantes impuestos por la profunda influencia de la tradición católica y clerical de la cultura española ,pero él ya forma parte de ese nuevo modo de entender la ciencia dentro de la escuela de los Novatores de los siglos XVII y XVIII.